# Списак основних школа у Србији
Списак основних школа у Србији по управним окрузима:
- Београд
- Борски округ
- Браничевски округ
- Зајечарски округ
- Златиборски округ
- Јабланички округ
  - Лесковац
- Колубарски округ
- Мачвански округ
- Моравички округ
- Нишавски округ
  - Ниш
- Пиротски округ
- Подунавски округ
  - Смедерево
- Поморавски округ
  - Јагодина
- Пчињски округ
- Расински округ
- Рашки округ
- Топлички округ
- Шумадијски округ
  - Крагујевац

- АП Војводина
  - Сремски округ
  - Средњобанатски округ
  - Севернобачки округ
  - Севернобанатски округ
  - Јужнобачки округ
    - Нови Сад

  - Јужнобанатски округ
  - Западнобачки округ

- АП Косово и Метохија
  - Косовски округ
  - Косовско-митровачки округ
  - Косовско-поморавски округ
  - Пећки округ
  - Призренски округ